# Président de la république de Lettonie
Le président de la république de Lettonie (en letton : Latvijas Valsts prezidents) est le chef de l'État de la Lettonie. Il est élu pour un mandat de quatre ans, renouvelable une seule fois.
L'actuel titulaire de la fonction est Edgars Rinkēvičs, depuis le 8 juillet 2023.

## Élection
Le président de la république de Lettonie est élu pour quatre ans au suffrage indirect et ouvert par un collège électoral composé des membres de la Saeima, le parlement national. Il est rééligible, mais une seule fois de manière consécutive, un président ne pouvant rester en poste plus de huit ans de suite,.
Est élu au premier tour le candidat qui recueille la majorité absolue du nombre total des députés, soit 51 voix sur 100. En cas d'échec, un second tour est organisé dans les mêmes conditions. À partir du troisième tour, le candidat ayant reçu le moins de votes au tour précédent est éliminé, les tours s'ensuivant jusqu'à ce qu'un candidat soit élu. Ces derniers peuvent ne pas être les mêmes d'un tour à l'autre. Comme la majorité exigée est toujours basée sur le total des membres de la Saeima et non sur la base des votes valides, il est possible qu'un tour de scrutin où s'affrontent seulement deux candidat — voire un seul — soit lui aussi infructueux.
Le président de la Saeima préside le collège électoral. Avant le premier tour de l'élection présidentielle, les partis politiques représentés à la Saeima désignent leurs candidats. Ces derniers doivent être âgés d'au moins quarante ans, posséder la citoyenneté lettonne et ne pas avoir de double nationalité ou de casier judiciaire.
Jusqu'en 1997, le président letton était élu pour un mandat de trois ans renouvelable une fois.

### Indépendance de la fonction
Selon l'article 38 de la Constitution, « le mandat de président de la République est incompatible avec tout autre mandat. Si le président de la République est député, il doit se démettre de ce mandat ».

### Prestation de serment
En vertu de l'article 40, le président doit prêter serment devant la Saeima en entrant en fonction :

« Es zvēru, ka viss mans darbs būs veltīts Latvijas tautas labumam. Es darīšu visu, kas stāvēs manos spēkos, lai sekmētu Latvijas valsts un tās iedzīvotāju labklājību. Es turēšu svētus un ievērošu Latvijas Satversmi un valsts likumus. Pret visiem es izturēšos taisni un savus pienākumus izpildīšu pēc labākās apziņas. »

— Article 40 de la Constitution

« Je jure que tout mon travail sera consacré à la prospérité du peuple de Lettonie. Je ferai tout mon possible pour développer la prospérité de la République de Lettonie et de ses habitants. Je respecterai et j'appliquerai la Constitution lettone et les lois de l'État. Je serai juste envers tous et je remplirai mes fonctions consciencieusement. »

— Article 40 de la Constitution

## Compétences

Drapeau du président.

Il dispose de pouvoirs limités, son rôle étant essentiellement institutionnel.
Ses fonctions et compétences sont les suivantes :
- il nomme le Premier ministre ;
- le président de la République représente l’État en matière internationale[7] ;
- il nomme les représentants diplomatiques de la Lettonie et reçoit les représentants diplomatiques des autres États[7] ;
- il exécute les décisions de la Saeima concernant la ratification des traités internationaux[7] ;
- il est le chef des forces armées[8] ;
- il déclare la guerre[9] ;
- il exerce le droit de grâce[10] ;
- il peut convoquer et présider les Conseils des ministres extraordinaires[11] ;
- il a l'initiative des lois[12] ;
- il peut proposer la dissolution de la Saeima (laquelle est soumise à référendum)[13].

## Statut présidentiel

### Statut pénal et civil
Selon l'article 53, « le président de la République n'est pas politiquement responsable des actes accomplis dans l'exercice de ses fonctions ». Tous les actes du président de la République doivent être contresignés par le Premier ministre ou par le ministre compétent, qui assument la pleine responsabilité de ces actes à l'exception des cas prévus aux articles 48 et 56 (c'est-à-dire la dissolution de la Saeima et la formation du gouvernement).
Selon l'article 54, « le président de la République peut faire l'objet de poursuites criminelles si la Saeima y consent à la majorité des deux tiers des voix ».

### Résidence
Il dispose du château de Riga, qui lui sert de lieu de travail et de résidence.

## Succession
Selon l’article 51, la moitié au moins de tous les députés de la Saeima peut demander à la majorité des 2⁄3 de ses membres de destituer le président de la République. « Dans ce cas, la Saeima élit immédiatement un nouveau président de la République ».
En cas de démission ou de décès du président, le président de la Saeima assume l’intérim jusqu'à ce qu'elle élise un nouveau président. Si le président de la République se trouve en dehors du pays, ou s'il ne peut exercer ses fonctions, le président de la Saeima les exerce jusqu'à son retour.

## Sources

## Compléments